# Trichofeltia ajuscensis
Trichofeltia ajuscensis là một loài bướm đêm trong họ Noctuidae.